# Эрзрумян, Ншан Хачатурович
Ншан Хачату́рович Эрзрумя́н (арм. Նշան Խաչատուրի Էրզրումյան; род. 17 декабря 1979, Ереван) — армянский футболист, нападающий. Старший брат Сергея Эрзрумяна.

## Клубная карьера
В 2005 году в составе «Киликии» дошёл до финала Кубка Армении, где команда уступила «Пюнику» 0:2. В чемпионате команда заняла место в середине таблицы, а Эрзрумян стал лучшим бомбардиром первенства, забив 18 голов в 23-х матчах. В 2006 году Эрзрумян также боролся до последнего тура за звание лучшего бомбардира. Главным конкурентом в этой борьбе был Арам Акопян. За два тура в активе Эрзрумяна было 22 мячей, а у Акопяна — 21. Эрзрумян в двух турах так и не увеличил количество мячей, а Акопян в последнем туре оформил покер и с 25 мячами стал лучшим бомбардиром чемпионата.

## Карьера в сборной
За сборную провёл всего два матча, по одному в 2005 и 2006 годах. В обоих матчах выходил на замену. Дебют в сборной состоялся 18 августа 2005 года в Аммане против сборной Иордании. Матч закончился безголевой ничьей.

## Достижения

### Командные достижения
«Киликия»
- Чемпион Армении (1): 1996/97
- Финалист Кубка Армении (2): 1996/97, 2005
- Обладатель Суперкубка Армении (1): 1997

«Арарат» (Ереван)
- Обладатель Кубка Армении (1): 2008
- Финалист Кубка Армении (1): 2007
- Обладатель Суперкубка Армении (1): 2009

### Личные достижения
- Лучший бомбардир Армении: 2005